# Barn Dance Show

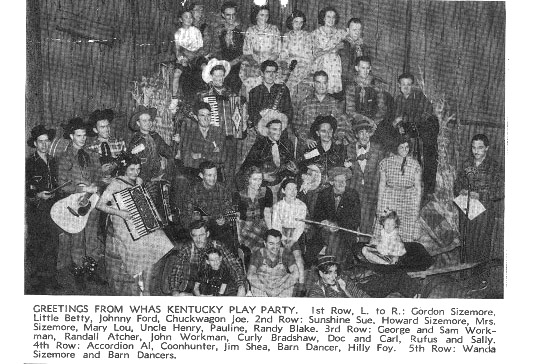
Musiker der Country-Sendung Old Kentucky Barn Dance auf dem Radiosender WHAS

Als Barn Dance Show wird ein Radiosendungstyp bezeichnet, der vor allem in den USA der 1930er- und 1940er-Jahren populär war. In den Shows wurde ausschließlich Country-Musik sowie verwandte Stilrichtungen gespielt.

## Geschichte

### Wurzeln
Die späteren Country-Shows haben ihre Wurzeln in den traditionellen Square Dances, die von den Bevölkerungen der Bergregionen gepflegt wurden. Üblicherweise traf man sich am Wochenende in einer Scheune, um zu den Klängen einer Stringband zu tanzen, was eine willkommene Abwechslung zur arbeitsreichen Woche war. Eine erste Entsprechung dieser Barn Dances gab es am 4. Januar 1923 auf dem Radiosender WBAP in Fort Worth, Texas, die jedoch noch wesentliche Unterschiede zu den späteren Shows aufwies. 1922 und 1923 traten auf dem Sender WSB ebenfalls die ersten Hillbilly-Musiker auf, die jedoch nicht vor einem Publikum im Studio spielten. Eine Bezahlung gab es ebenfalls nicht; die Musiker spielten nur zu ihrer eigenen Unterhaltung und der des Publikums.

### Aufstieg

#### Adaption im Radio
1924 brachte der führende Mitarbeiter der Chicagoer Radiostation WLS George D. Hay den National Barn Dance auf den Weg. Hay hatte trotz Skepsis des Programmdirektoren persönlich für die Entwicklung dieser Show gesorgt. Dabei wurden Elemente der traditionellen Barn Dances wie ein anschließender Square Dance verwendet. Im Programm traten ausschließlich Hillbilly-Musiker auf, die das Publikum im Studio – oder später im Auditorium – sowie hinter den Empfangsgeräten mit traditioneller ländlicher Stringband-Musik, alten Folk-Balladen oder Cowboy-Songs unterhielten. Zwischendurch wurde das Programm durch Auftritte von Komikern aufgelockert. Der National Barn Dance wurde schnell zu einer der beliebtesten Sendungen der USA und viele andere Sender folgten dem Trend.

#### 1930 bis 1955
Hay ging 1925 nach Nashville, Tennessee, wo er auf WSM eine weitere Barn Dance Show kreierte, die 1928 in Grand Ole Opry umbenannt wurde. Die Opry wurde in den folgenden Jahren zur erfolgreichsten und langlebigsten Show der USA. Sie wird auch heute noch aus dem Opryland-Komplex gesendet. Anfang der 1930er-Jahre und in den folgenden Jahren wurden viele weitere solcher Barn Dance Shows gestartet, unter anderem die KMA Country School (1928), das WWVA Jamboree (1933), der WLW Renfro Valley Barn Dance (1939), der WSB Barn Dance (1940), der WRVA Old Dominion Barn Dance (1946), das KRLD Big D Jamboree und der KWKH Louisiana Hayride (1948), der WHAS Old Kentucky Barn Dance (1949) sowie die Town Hall Party (1951). Auf dem Höhepunkt der Popularität dieser Shows, Ende der 1940er-Jahre und Anfang der 1950er-Jahre – gleichzeitig das „goldene Zeitalter der Country-Musik“ – gab es ungefähr 600 Country-Shows.
Die Leitungen der Radiosender veröffentlichten oft sogenannte „Songfolios“, Bücher, in denen die Radiosender ihre Künstler vorstellten, außerordentliche Shows bekannt gaben und die Geschichte der jeweiligen Show darstellten. Die Shows trugen wesentlich zur Verbreitung der Country-Musik bei, die bis 1923 von der Unterhaltungsindustrie vollkommen ignoriert wurde und als „hintlerwäldlerisch“ (Hillbilly) galt. Besonders ab 1933, als der National Barn Dance über das CBS-Netzwerk landesweit ausgestrahlt wurde, nahm die Beliebtheit der Country-Musik enorm zu.
Die Sendungen brachten oft große Stars des Genres hervor, wie die Delmore Brothers, Fiddlin’ Arthur Smith, Uncle Dave Macon oder Grandpa Jones, der seine Popularität in den 1930er-Jahren nur durch seine Auftritte in der Opry erhielt. Auch Hank Williams baute seine Karriere durch Auftritte im damals neu gestarteten Louisiana Hayride auf und schaffte mit seinem ersten Auftritt in der Opry 1949 seinen Durchbruch.

### Ende
Durch die steigende Popularität des Fernsehens Anfang der 1950er-Jahre sowie durch den Siegeszug des Rock ’n’ Roll ab 1954, bei dem die Country-Musik fast alle jungen Hörer verlor, nahm die Beliebtheit an Barn Dance Shows ab. Das Publikum konnte sich nun zuhause im Fernsehen Unterhaltung suchen und musste dazu nun nicht mehr in die nächste Samstagabend-Show gehen, die zudem auch noch Eintritt kostete. Auch wenn einige Shows wie die Town Hall Party, der KSTP Sunset Valley Barn Dance oder der WLW Midwestern Hayride ebenfalls ihre Shows im Fernsehen übertragen ließen, konnte man den Niedergang nun nicht mehr verhindern. Einige Shows, wie das Big D Jamboree und der Louisiana Hayride, passten sich den musikalischen Gegebenheiten an und ließen auch Rockabilly-Musiker in ihren Sendungen auftreten. Das bekannteste Beispiel ist hierfür wohl der junge Elvis Presley, dessen Auftritte im Hayride regelmäßig Massenhysterien unter dem weiblichen Publikum auslöste.
Auch die Town Hall Party stieg ab 1955 unweigerlich auf Rock ’n’ Roll und Rockabilly um, auch wenn Ansager Jay Stewart die Show immer „California's Western Music Hall of Fame“ nannte. Fest eingebundene Ensemble-Mitglieder der Town Hall Party, die Rockabilly spielten, waren unter anderem The Collins Kids, Bobby Helms, Bob Luman, Wanda Jackson sowie Sammy Masters.

### Barn Dances heute
Nur wenige Shows haben bis in die heutige Zeit überlebt, was vor allem an der Entwicklung der Unterhaltungs- und Fernsehindustrie liegt. Heute sind in den USA nur noch fünf bekannte Barn Dance Shows auf Sendung, die Grand Ole Opry, das WWVA Jamboree, der Louisiana Hayride, der Sagebrush Roundup sowie der Renfro Valley Barn Dance, der jedoch nicht mehr im Radio übertragen wird. Alternativ dazu werden in Erinnerung an einige Sendungen so genannte „Reunion-Konzerte“ mit den alten Künstlern veranstaltet. Dies ist unter anderem beim WNER Suwanee River Jamboree der Fall.
In Kanada existiert noch immer der CKNX Barn Dance aus Ontario, der seit 1987 wieder regelmäßig abgehalten wird.

## Charakteristik
Das charakteristische der Country-Shows war vor allem, dass sie romantisch verklärt die Unterhaltungsmöglichkeiten der Bergregionbevölkerung widerspiegelte. Das Bühnenbild wurde oftmals im Stil einer alten Scheune, der Prärie oder anderer romantischer Perspektiven gestaltet. Die Namen der Shows orientierten sich oft an Ausdrücken wie Jamboree (dt. „großes Fest“), Hayride (dt. „Heuritt“) oder Barn Dance (dt. „Scheunentanz“). Hinzugefügt wurde lediglich der Sendeort (z. B. Renfro Valley Barn Dance, Carolina Hayride) oder andere typische Ausdrücke.
Neben Barn Dances aus Scheunen gab und gibt es Bühnenshows, die, wie die Grand Old Opry, nicht aus einer umgebauten Scheune kamen, sondern aus richtigen Auditorien gesendet wurden. Der anschließende Square Dance fiel daher ebenfalls weg.